# Elevador
Um elevador ou ascensor é um equipamento de transporte utilizado para mover bens ou pessoas verticalmente ou diagonalmente. É considerado o meio de transporte mais seguro que existe. Segundo o jornal LA Times, a chance de um acidente fatal no elevador é de 0,00000015% por viagem.
O primeiro elevador foi construído em Roma no século I a.C., por um engenheiro chamado Vitrúbia. Neste mesmo modelo de elevador, o mecanismo era um sistema de transporte de carga vertical composto por um conjunto de roldanas movidas por força humana (muitas vezes escrava), animal, ou água.
Em 1853, o americano Elisha Graves Otis concebe o dispositivo de segurança que entra em ação no caso de os cabos se romperem.
O primeiro elevador elétrico foi construído pelo alemão Werner von Siemens em 1880, sendo o Savoy Hotel o primeiro a possuir tal equipamento.
Os elevadores mais rápidos do mundo estão, desde 2016, no Guangzhou CTF Finance Centre, um arranha-céus em construção em Guangzhou, República Popular da China: são capazes de atingir 72,4 km/h, subindo do primeiro piso ao piso 95 em 43 segundos.
No Brasil, o elevador mais antigo da cidade do Rio de Janeiro, no Castelo Mourisco, encontra-se na FIOCRUZ (Fundação Osvaldo Cruz).

## Elementos de um elevador
De modo geral, um elevador comum é composto por 6 elementos básicos. São eles:
- Casa de máquinas — Local onde são instalados os componentes e os equipamentos necessários ao funcionamento do elevador (máquina de tração, limitador de velocidade, e quadro de comando). Na maioria das vezes, a casa de máquinas quase sempre é construída na parte superior do edifício (o terraço, situado após o último andar). Com os avanços tecnológicos, existem alguns modelos mais modernos de elevador que dispensam a presença da casa de máquinas; nesses mesmos modelos, o motor fica apoiado nas guias (trilhos do elevador), e o quadro de comando é embutido ao lado da porta do primeiro ou do último pavimento (dependendo do fabricante);[7]
- Cabine – Compartimento onde ficam as pessoas ou a carga a ser transportada. No seu interior, quase sempre é informada a lotação máxima (número máximo de passageiros) ou o peso total (carga máxima permitida);
- Contrapeso — Componente fundamental do sistema, o qual permite que a carga na cabine seja transportada e balanceada utilizando menos energia na operação; além de permitir o equilíbrio das cargas distribuídas por todo o equipamento, o contrapeso tem a função de reduzir a força necessária para se elevar a cabine, bem como proporcionar uma certa desaceleração da velocidade do elevador durante a descida. O contrapeso, para ser dimensionado corretamente, deve ter um peso correspondente a, no mínimo, 40% do peso da cabine e da capacidade máxima do elevador. Se, por exemplo, um elevador cheio (com a cabine totalmente lotada) pesar 1.000 kg, o contrapeso deverá pesar 400 kg;
- Caixa ou caixa de corrida — Parte da edificação na qual a cabine se move (subindo ou descendo);
- Patamar ou pavimento — Local para entrada ou saída de carga da cabine (ou para entrada e saída de passageiros);
- Poço — Parte inferior da caixa de corrida onde ficam instalados dispositivos de segurança (pára–choques), para proteção de limite de percurso do elevador. Curiosamente, o poço do elevador foi inventado 4 anos antes do primeiro elevador, na Cooper Union Foundation, de Peter Cooper.[8] Tinha um formato cilíndrico, pois pensava-se ser o formato mais efetivo, e demorou até receber um elevador, pois os primeiros eram todos quadrados.[9]
- Campainha —  dispositivo com componentes luminosos e sonoros que servem para avisar quando o elevador chega em um determinado pavimento de um edifício. Existem vários tipos de campainha de elevador. Os primeiros modelos eram eletromecânicos, pois eram providos de setas com lâmpadas e uma pequena campainha metálica (conhecida como gongo). Quando o elevador chegava, um sinal elétrico era mandado para uma bobina eletromagnética que, por sua vez, acionava um solenoide contendo uma haste metálica. Esta mesma haste tocava o gongo, produzindo um som característico. Ao mesmo tempo, uma lâmpada se acendia e iluminava uma seta indicadora do sentido de movimento (de subida ou de descida) do elevador. As atuais campainhas de elevador têm o som gerado por circuitos eletrônicos ou digitais, os quais são de melhor qualidade em relação aos antigos sistemas eletromecânicos.
- «Quadro de Comando». -  O quadro de comando gerencia todo o sistema do elevador, processando informações e controlando a resposta de todos os comandos, como estratégia de tráfego, velocidade e precisão nas paradas. Sua lógica pode ser operada através de relés ou circuitos eletrônicos com lógica digital.
- «Cabo de Tração». - O cabo de tração é um componente mecânico feito a partir de fios de arame torcidos formando as pernas do cabo, que por sua vez são entrelaçados no entorno de uma corda, chamada de alma do cabo, a qual tem a função de dar flexibilidade ao cabo, dar sustentação às pernas e armazenar a lubrificação. Sua resistência para trabalhar sob tração é incrivelmente alta.
- «Limitador de Velocidade». - Dispositivo de segurança, constituído basicamente de mecanismo de disparo centrífugo, polias, cabo de aço e interruptor. Quando a velocidade de descida do carro ultrapassar a velocidade nominal de um limite pré-determinado, o limitador de velocidade deverá desligar o motor do elevador e acionar mecanicamente o freio de segurança. O cabo do limitador de velocidade, vinculado ao carro, movimenta o limitador de velocidade e aciona mecanicamente o freio de segurança.

### Utilização de espelhos
Embora não seja obrigatório, a utilização de espelhos em elevadores tem 4 principais motivos principais:
- Acessibilidade - o tamanho do elevador pode significar que não há espaço para um usuário de cadeira de rodas girar dentro dele. Com isso, o espelho serve para que o cadeirante consiga se locomover para fora do elevador sema ajuda de ninguem e sem precisar virar a cadeira.
- Reduzir a sensação de claustrofobia - O espelho acrescenta uma sensação de mais espaço a um elevador, fazendo com que ele pareça menos apertado e pequeno, ajudando a evitar a sensação de estar preso.
- Distração aos passageiros
- Sensação de segurança - Com o espelho, a pessoa pode ver o que todo mundo está fazendo no elevador, desempenhando um papel importante na detecção de roubos e até na previsão de um assalto.

Nos hospitais, porém, não existe espelho nos elevadores. Por ser um local onde muitas pessoas estão tristes, o elevador não ajuda a melhorar o humor da pessoa. Pelo contrário. E com pacientes conscientes a mesma coisa, já que, em muitos casos, eles entram no elevador com uma cadeira de rodas ou muletas e em macas.

## Tipos especiais
- Elevador a vácuo — Equipamento usado em escritórios, clínicas, casas e, normalmente em apartamentos "duplex". Atende até 3 andares, é econômico, seguro e prático;
- Elevador transversal ou funicular;
- Plataforma elevatória — Elevador formado por uma placa sem paredes, onde podem se colocar cargas para transportar entre diferentes níveis (normalmente em uma oficina);
- Elevador de cozinha — Pequeno elevador que liga a cozinha ao refeitório, quando estes se situam a níveis diferentes, para transportar utensílios culinários (ou comida pronta a servir);
- Elevador hidráulico — Movido por um pistão hidráulico, dispensa o contrapeso e se destaca por ser mais suave (e silencioso); porém, os modelos tradicionais são de até 3 andares.

## Lista de elevadores ou ascensores públicos

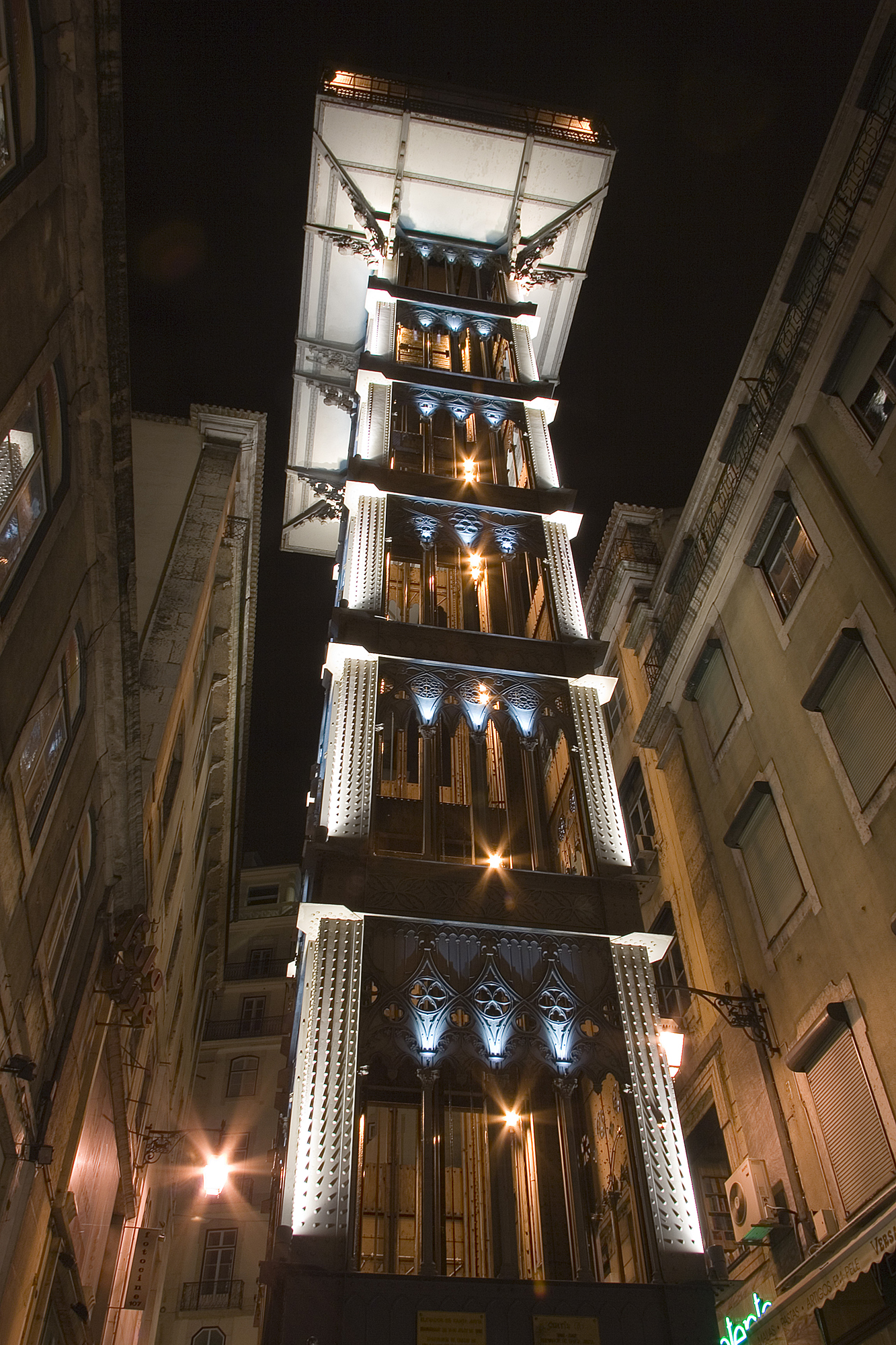
Elevador de Santa Justa em Lisboa à noite

Diversas cidades, normalmente com um terreno mais acentuado, têm elevadores públicos detidos por empresas de transportes.

### Lisboa
- Elevador de Santa Justa
- Elevador do Município (desativado)
- Elevador de São Sebastião (desativado)

### Almada
- Elevador da Boca do Vento

### Porto
- Elevador da Ribeira

### Coimbra
- Elevador do Mercado

### São Martinho de Porto
- Elevador do Outeiro

### Salvador
- Elevador Lacerda